# 女鹿
『女鹿』（めじか、原題: Les Biches）は、1968年制作のフランスの映画である。

## ストーリー
パリで暮らす裕福なブルジョワ、フレデリークはある日、セーヌ川の橋の上で、絵を描いて日銭を稼ぐホワイと出会い、サントロペの別荘で同棲生活を始める。
楽しく暮らしていた２人だが、ホワイが建築家ポール・トマスと恋に落ちたことから関係が一変。嫉妬したフレデリークはポール・トマスを誘惑し、ホワイから彼を奪うことに成功する。
すると今度は、分別を失ったホワイが…。

## キャスト
- ポール・トマス：ジャン＝ルイ・トランティニャン
- ホワイ：ジャクリーヌ・ササール（吹替：宗形智子）
- フレデリーク：ステファーヌ・オードラン